# Campionati del mondo di atletica leggera 2022 - Marcia 35 km femminile
La specialità della marcia 35 km femminile dei campionati del mondo di atletica leggera 2022 si è svolta il 22 luglio a Eugene, negli Stati Uniti d'America.

## Podio
| Pos.    | Atleta             | Nazionalità | Misura  |
| ------- | ------------------ | ----------- | ------- |
| Oro     | Kimberly García    | Perù        | 2h39'16 |
| Argento | Katarzyna Zdziebło | Polonia     | 2h40'03 |
| Bronzo  | Qieyang Shijie     | Cina        | 2h40'37 |

## Situazione pre-gara

### Record
Il record del mondo (RM) verrà riconosciuto a partire dal 1º gennaio 2023, mentre il record dei campionati (RC) non esiste in quanto è la prima volta che questa gara viene svolta.

### La stagione
Prima di questa gara, gli atleti con le migliori tre prestazioni dell'anno erano:
| Pos. | Atleta                      | Prestazione | Data                               |
| ---- | --------------------------- | ----------- | ---------------------------------- |
| 1    | Margarita Nikiforova Russia | 2h38'49     | 21 maggio 2022 Cheboksary, Russia  |
| 2    | Maria Perez Spagna          | 2h39'16     | 30 gennaio 2022 Lepe, Spagna       |
| 3    | Qieyang Shijie Cina         | 2h43'06     | 23 aprile 2022 Dudince, Slovacchia |

## Risultati
| Pos.    | Atleta                   | Nazionalità | Tempo   | Note                                        |
| ------- | ------------------------ | ----------- | ------- | ------------------------------------------- |
| Oro     | Kimberly García          | Perù        | 2h39'16 | Record dei campionati · Record sudamericano |
| Argento | Katarzyna Zdziebło       | Polonia     | 2h40'03 | Miglior prestazione personale               |
| Bronzo  | Qieyang Shijie           | Cina        | 2h40'37 | Record asiatico · Record nazionale          |
| 4       | Antigoni Drisbioti       | Grecia      | 2h41'58 | Record nazionale                            |
| 5       | Raquel González          | Spagna      | 2h42'27 | Miglior prestazione personale               |
| 6       | Laura García-Caro        | Spagna      | 2h42'45 | Miglior prestazione personale               |
| 7       | Li Maocuo                | Cina        | 2h44'28 | Miglior prestazione personale               |
| 8       | Viviane Lyra             | Brasile     | 2h45'02 | Record nazionale                            |
| 9       | Serena Sonoda            | Giappone    | 2h45'09 | Miglior prestazione personale               |
| 10      | Yin Lamei                | Cina        | 2h46'02 | Miglior prestazione personale               |
| 11      | Olga Niedziałek          | Polonia     | 2h49'43 | Miglior prestazione personale               |
| 12      | Magaly Bonilla           | Ecuador     | 2h50'39 |                                             |
| 13      | Inês Henriques           | Portogallo  | 2h51'12 | Miglior prestazione personale stagionale    |
| 14      | Nadia González           | Messico     | 2h52'06 | Record nazionale                            |
| 15      | Mirna Ortíz              | Guatemala   | 2h54'00 |                                             |
| 16      | Paola Pérez              | Ecuador     | 2h54'15 |                                             |
| 17      | Galina Yakusheva         | Kazakistan  | 2h54'50 | Miglior prestazione personale               |
| 18      | Evelyn Inga              | Perù        | 2h56'04 |                                             |
| 19      | Vitória Oliveira         | Portogallo  | 2h57'37 |                                             |
| 20      | Elisa Neuvonen           | Finlandia   | 2h57'42 | Record nazionale                            |
| 21      | Alejandra Ortega         | Messico     | 2h58'46 |                                             |
| 22      | Maria Michta-Coffey      | Stati Uniti | 2h58'51 | Miglior prestazione personale               |
| 23      | Hana Burzalová           | Slovacchia  | 2h59'32 | Record nazionale                            |
| 24      | Stephanie Casey          | Stati Uniti | 3h00'54 | Miglior prestazione personale               |
| 25      | Yasury Palacios          | Guatemala   | 3h01'16 |                                             |
| 26      | Ana Veronica Rodean      | Romania     | 3h01'29 | Miglior prestazione personale stagionale    |
| 27      | Efstathia Kourkoutsaki   | Grecia      | 3h02'27 | Miglior prestazione personale               |
| 28      | Aura Morales             | Messico     | 3h04'50 |                                             |
| 29      | Miranda Melville         | Stati Uniti | 3h05'31 |                                             |
| 30      | Elianay Pereira          | Brasile     | 3h05'39 | Miglior prestazione personale               |
| 31      | Mayara Luize Vicentainer | Brasile     | 3h06'10 |                                             |
| 32      | Ema Hačundová            | Slovacchia  | 3h07'02 | Miglior prestazione personale               |
| 33      | Jaaneth Mamani           | Bolivia     | 3h07'16 | Miglior prestazione personale               |
| 34      | Kelly Ruddick            | Australia   | 3h11'55 |                                             |
| 35      | Sandra Silva             | Portogallo  | 3h17'23 | Miglior prestazione personale               |
|         | Tereza Ďurdiaková        | Rep. Ceca   | dnf     |                                             |
|         | Christina Papadopoulou   | Grecia      | dnf     |                                             |
|         | Mihaela Acatrinei        | Romania     | dnf     |                                             |
|         | Nadiya Borovska          | Ucraina     | dnf     |                                             |
|         | Tiia Kuikka              | Finlandia   | dq      |                                             |
|         | Polina Repina            | Kazakistan  | dq      |                                             |